# Nanhermannia sabahensis
Nanhermannia sabahensis är en kvalsterart som beskrevs av K. Fujikawa 1990. Nanhermannia sabahensis ingår i släktet Nanhermannia och familjen Nanhermanniidae. Inga underarter finns listade i Catalogue of Life.